# Bacia do rio São Francisco

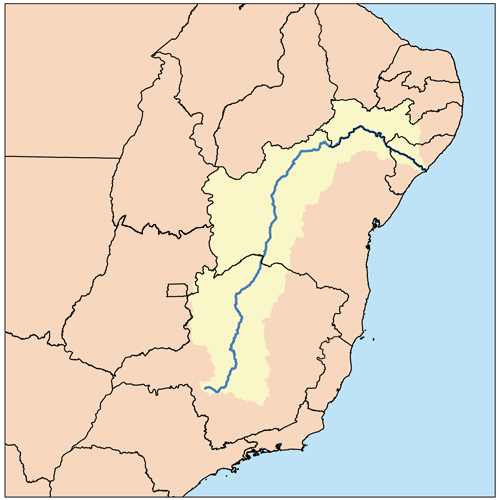
Mapa da extensão total do rio São Francisco. Em seus 2 830 km o rio passa por cinco estados brasileiros. A área de sua bacia mede 641 000 km², o que corresponde a 7,5% da área total do Brasil.

A Bacia do rio São Francisco é uma bacia hidrográfica inteiramente do Brasil que abrange 639 219 km2 de área de drenagem (7,5% do país). O principal rio é o São Francisco, que nasce na Serra da Canastra em Minas Gerais, percorre 2 700 km e chega ao Oceano Atlântico através da divisa entre Alagoas e Sergipe.
A Bacia possui sete unidades da federação – Bahia (48,2%), Minas Gerais (36,8%), Pernambuco (10,9%), Alagoas (2,2%), Sergipe (1,2%), Goiás (0,5%), e Distrito Federal (0,2%) – e 507 municípios (cerca de 9% do total de municípios do país).

## O rio São Francisco

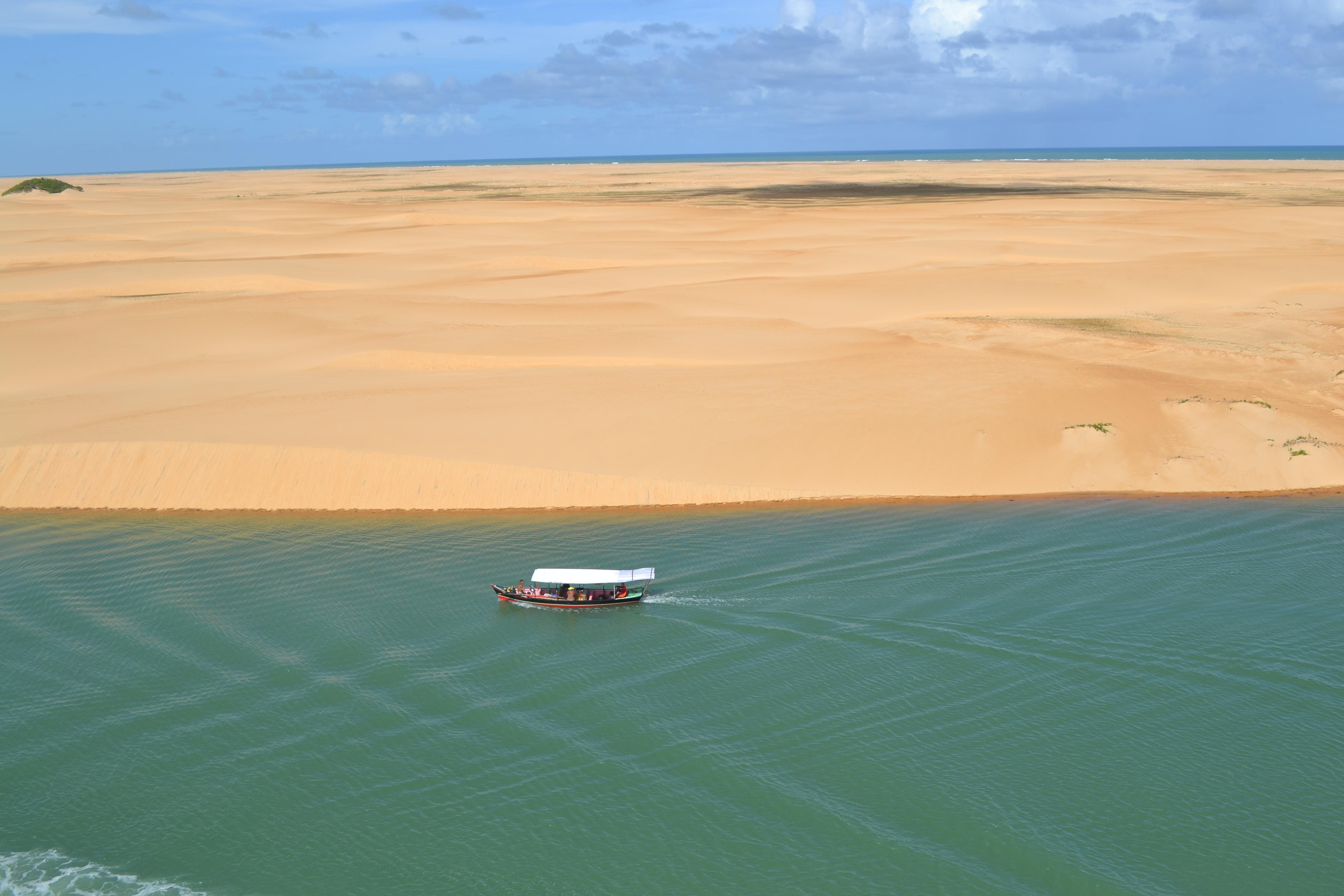
Delta do São Francisco em Piaçabuçu-AL. O Delta do Rio São Francisco, é formado por extensas faixas de areias finas que formam inúmeras dunas móveis.

O Rio São Francisco tem sua nascente geográfica no município de Medeiros e sua nascente histórica na serra da Canastra, no município de São Roque de Minas, centro-oeste de Minas Gerais. O rio também atravessa o estado da Bahia, fazendo sua divisa ao norte com Pernambuco, bem como constituindo a divisa natural dos estados de Sergipe e Alagoas, e deságua no Oceano Atlântico, drenando uma área de aproximadamente 641 000 km², que são 7,5% do território brasileiro, e atingindo 2 830 km de extensão.
Apresenta dois estirões navegáveis: o médio, com cerca de 1 373 km de extensão, entre Pirapora (MG) e Juazeiro (BA) / Petrolina (PE) e o baixo, com 238 km, entre Piranhas (AL) e a foz, no Oceano Atlântico.
O rio São Francisco atravessa regiões com condições naturais das mais diversas e tem nove usinas hidrelétricas, são elas: Usina de Três Marias, Usina de Sobradinho, Usina Luiz Gonzaga, Usina Apolônio Sales, Usina Paulo Afonso I, Usina Paulo Afonso II, Usina Paulo Afonso III, Usina Paulo Afonso IV e Usina de Xingó. Fonte: site da Chesf.
As partes extremas superior e inferior da bacia apresentam bons índices pluviométricos, enquanto os seus cursos médio e submédio atravessam áreas de clima bastante seco. Assim, cerca de 75% do deflúvio do São Francisco é gerado em Minas Gerais, cuja área da bacia ali inserida é de apenas 37% da área total. A área compreendida entre a fronteira Minas Gerais-Bahia e a cidade de Juazeiro (BA), representa 45% do vale e contribui com apenas 20% do deflúvio anual.

## Características físicas
- Declividade Média: 8,8 cm/km

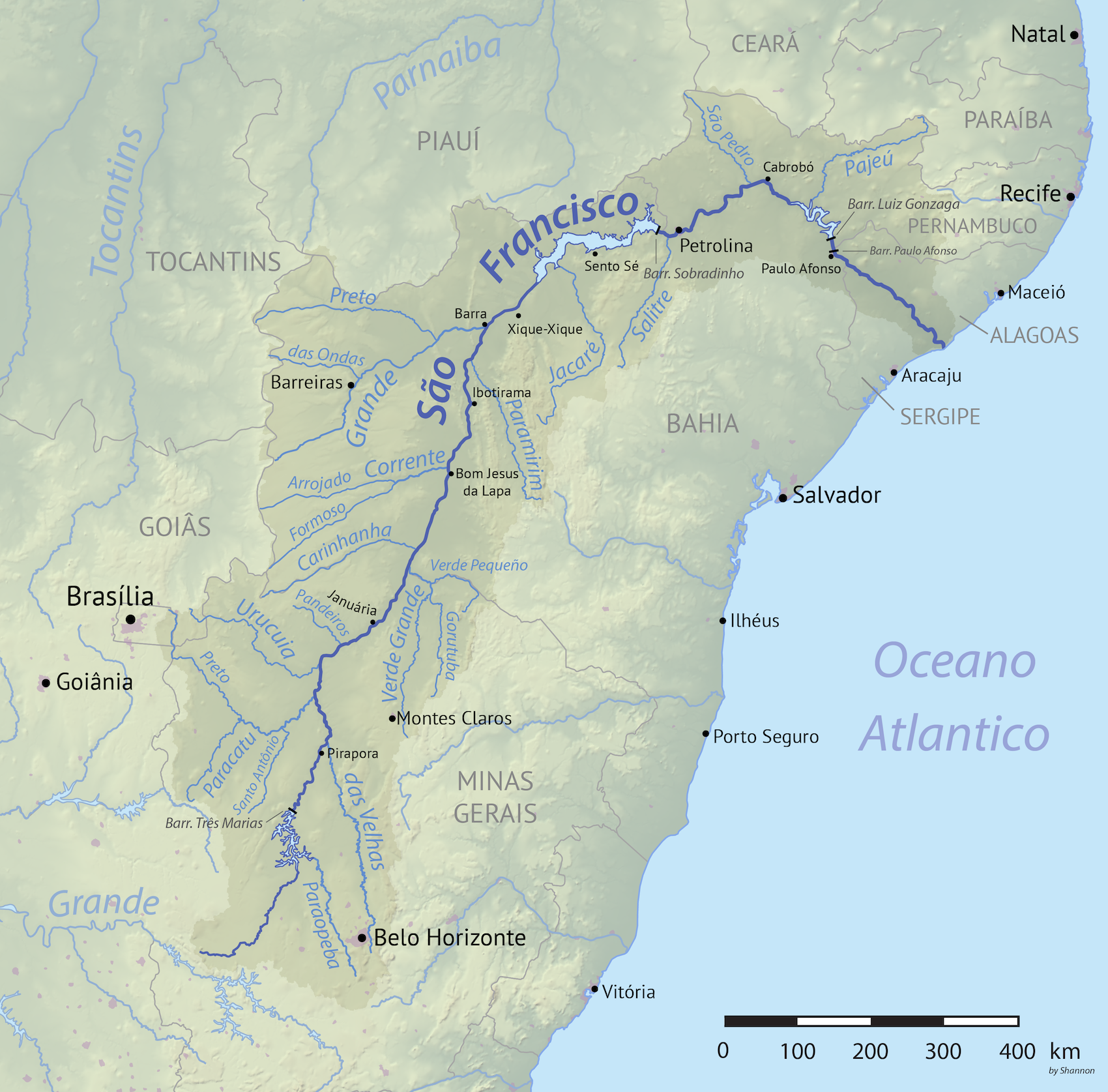
Mapa da bacia do rio São Francisco.

- Média das Vazões na Foz: 2 943 m³/s
- Velocidade Média de Corrente: 0,8 m/s (entre Pirapora - MG e Juazeiro - BA).

Os aluviões recentes, os arenitos e calcários, que dominam boa parte da bacia de drenagem, funcionam como verdadeiras esponjas para reterem e liberarem as águas nos meses de estiagem, a tal ponto que, em Pirapora (MG), Januária (MG) e até mesmo em Carinhanha (BA), o mínimo se dá em setembro, dois meses após o mínimo pluvial de julho.
À medida que o São Francisco penetra na zona sertaneja semiárida, apesar da intensa evaporação, da baixa pluviosidade e dos afluentes temporários da margem direita, tem seu volume d'água diminuído, mas mantém-se perene, graças ao mecanismo de retroalimentação proveniente do seu alto curso e dos afluentes no centro de Minas Gerais e oeste da Bahia. Nesse trecho o período das cheias ocorre de outubro a abril, com altura máxima em março, no fim da estação chuvosa. As vazantes são observadas de maio a setembro, condicionadas à estação seca.
O Rio São Francisco é o principal curso d'água da bacia e de acordo com o Ministério do Meio Ambiente, possui 168 afluentes. Destes 99 são rios perenes e 69 são rios intermitentes e desaparecem durante o período de seca.
Os principais biomas da região são a Mata Atlântica, onde se encontram as nascentes do São Francisco na Serra da Canastra, em Minas Gerais, o Cerrado entre Minas Gerais e o sudoeste baiano, e a Caatinga no nordeste da Bahia. Em virtude da forte ocupação da bacia, estes biomas apresentam-se ameaçados.
O principal adensamento populacional da bacia do São Francisco corresponde à Região Metropolitana de Belo Horizonte, na região do Alto São Francisco. Uma das curiosidades em relação à hidrografia brasileira é o fato de o rio São Francisco ser conhecido como o "Nilo brasileiro", devido a similaridades entre os dois: ambos passam por regiões de clima árido e beneficiam as regiões onde passam com suas cheias, sendo importantes economicamente para as localidades que atravessam.

## Bacia do Rio São Francisco em Minas Gerais

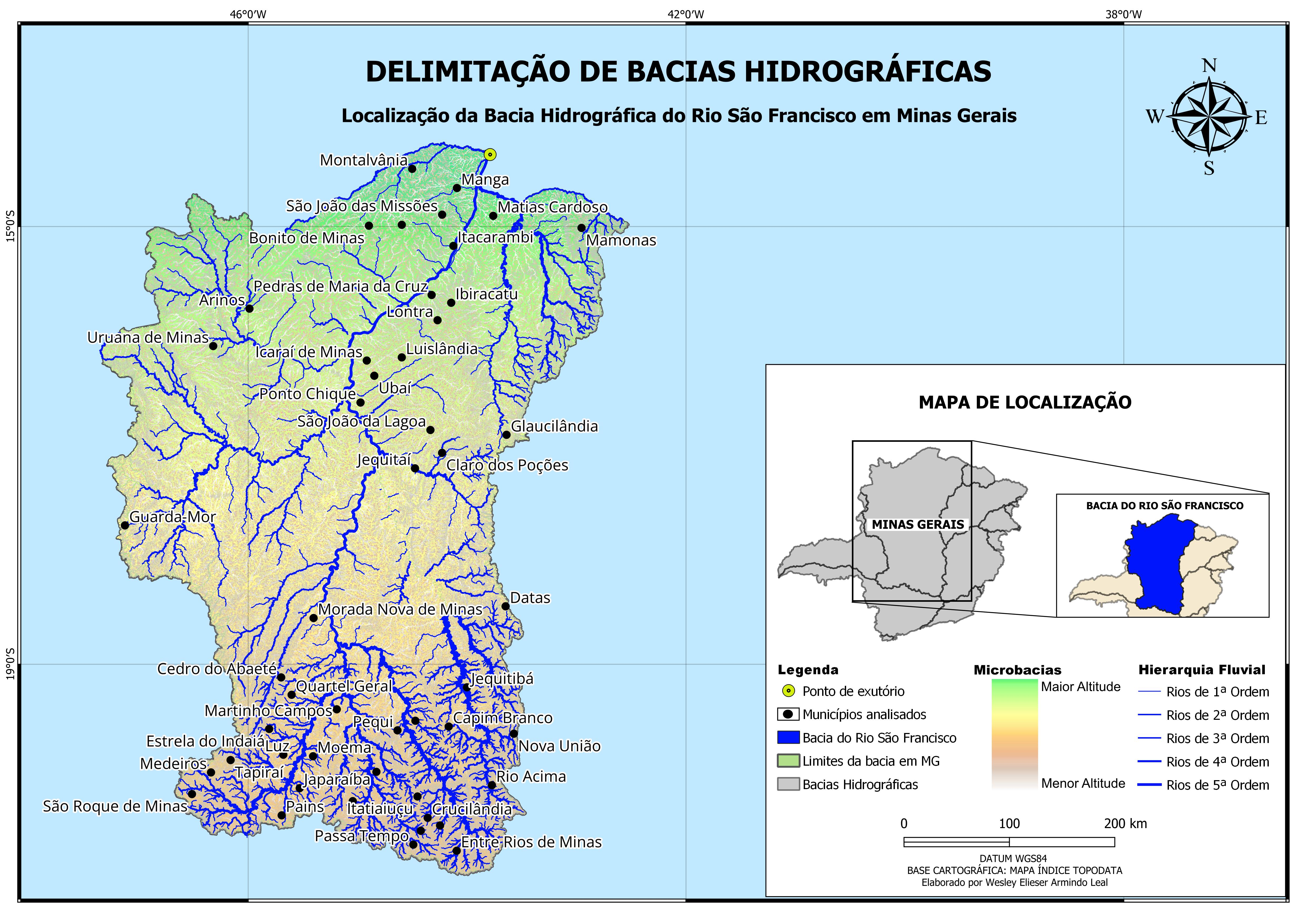
Análise de municípios da Bacia Hidrográfica do Rio São Francisco com o Indicador de Salubridade Ambiental

## Principais afluentes do rio São Francisco em Minas Gerais
- Rio Abaeté
- Rio das Velhas
- Rio Jequitaí
- Rio Paracatu
- Rio Urucuia
- Rio Verde Grande
- Rio Samburá